# كنيس ابن شوشان
كنيس ابن شوشان أو كنيس سانتا ماريا لا بلانكا كما يعرف حاليا في إسبانيا، وكان يعرف شعبياً باسم كنيس طليطلة الجماعي، كان كنيساً يهودياً في مدينة طليطلة في إسبانيا، وهو متحف الآن. شُيد عام 1180 ويقال أنه أقدم كنيس يهودي قائم في القارة الأوروبية. تحول الكنيس إلى كنيسة كاثوليكية في عام 1405 أو عام 1411. وتملك الكنيسة الرومانية الكاثوليكية المبني وتديره كمتحف حاليًا.
أسلوبه فريد، فبُني إبان حكم مملكة قشتالة الكاثوليكية على طليطلة، من قبل معماريين مسلمين ليستخدمه اليهود. يعتبر رمزاً للتعاون بين ثقافات الأديان الثلاثة الموجودة في شبه الجزيرة الإيبيرية خلال العصور الوسطى. نظرا لخصائصه المعمارية، يمكن وصف المبني بأنه يتبع النمط المعماري الموحدي، مع أنه كنيس يهودي بني في منطقة تحت سيطرة المسيحيين.

## صور

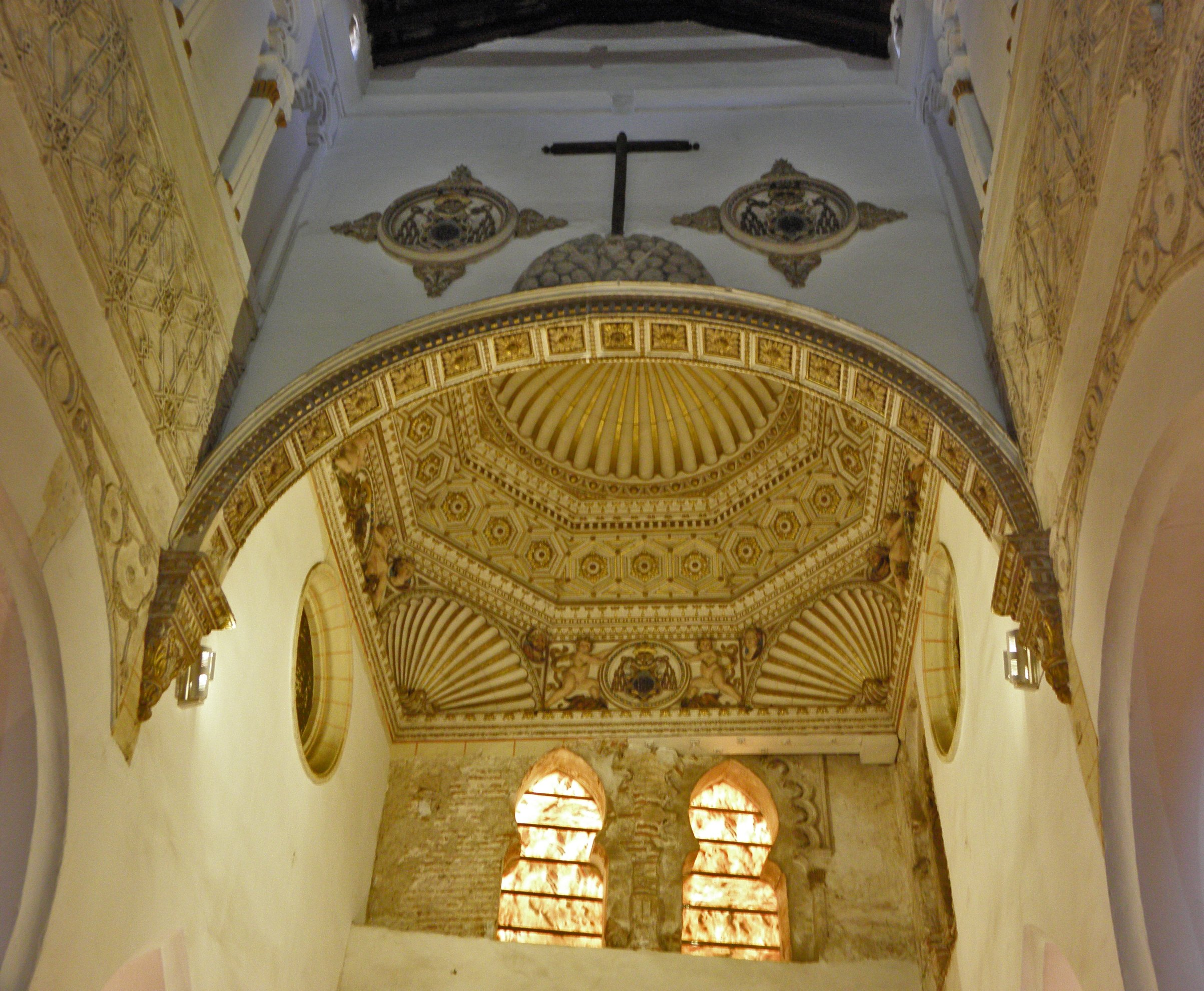
قبة
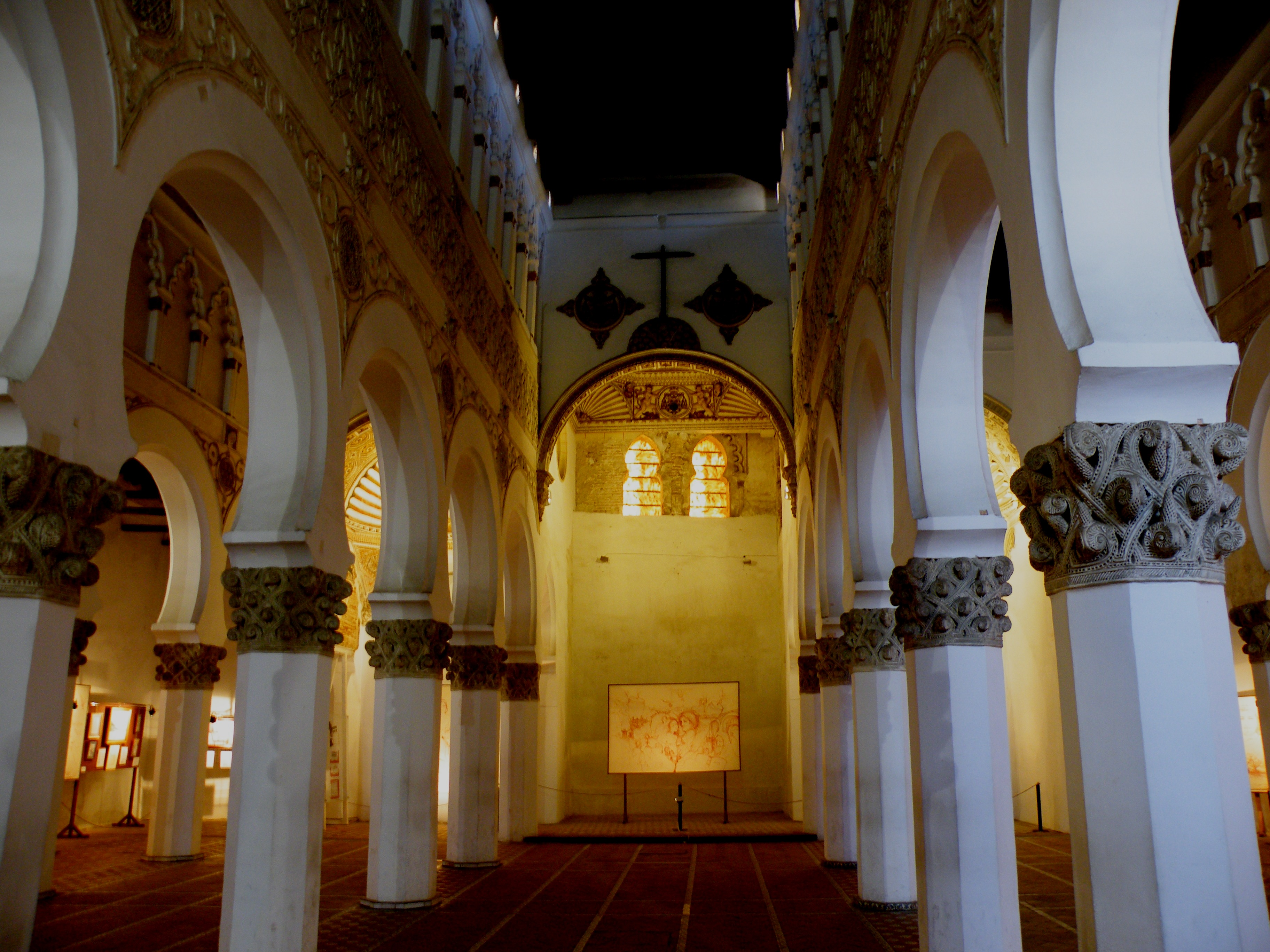
حائط يواجه القدس
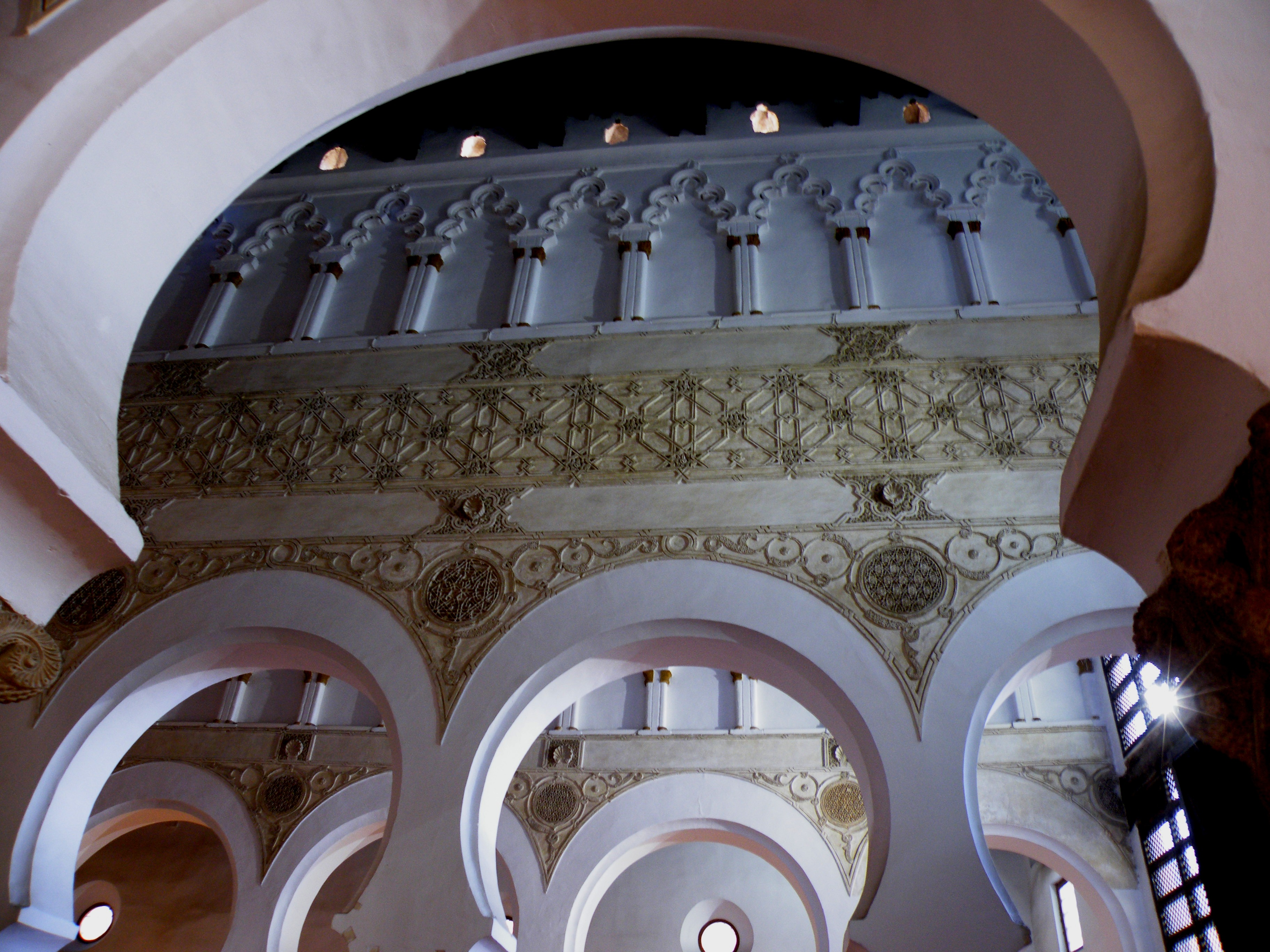
هيكل السقف
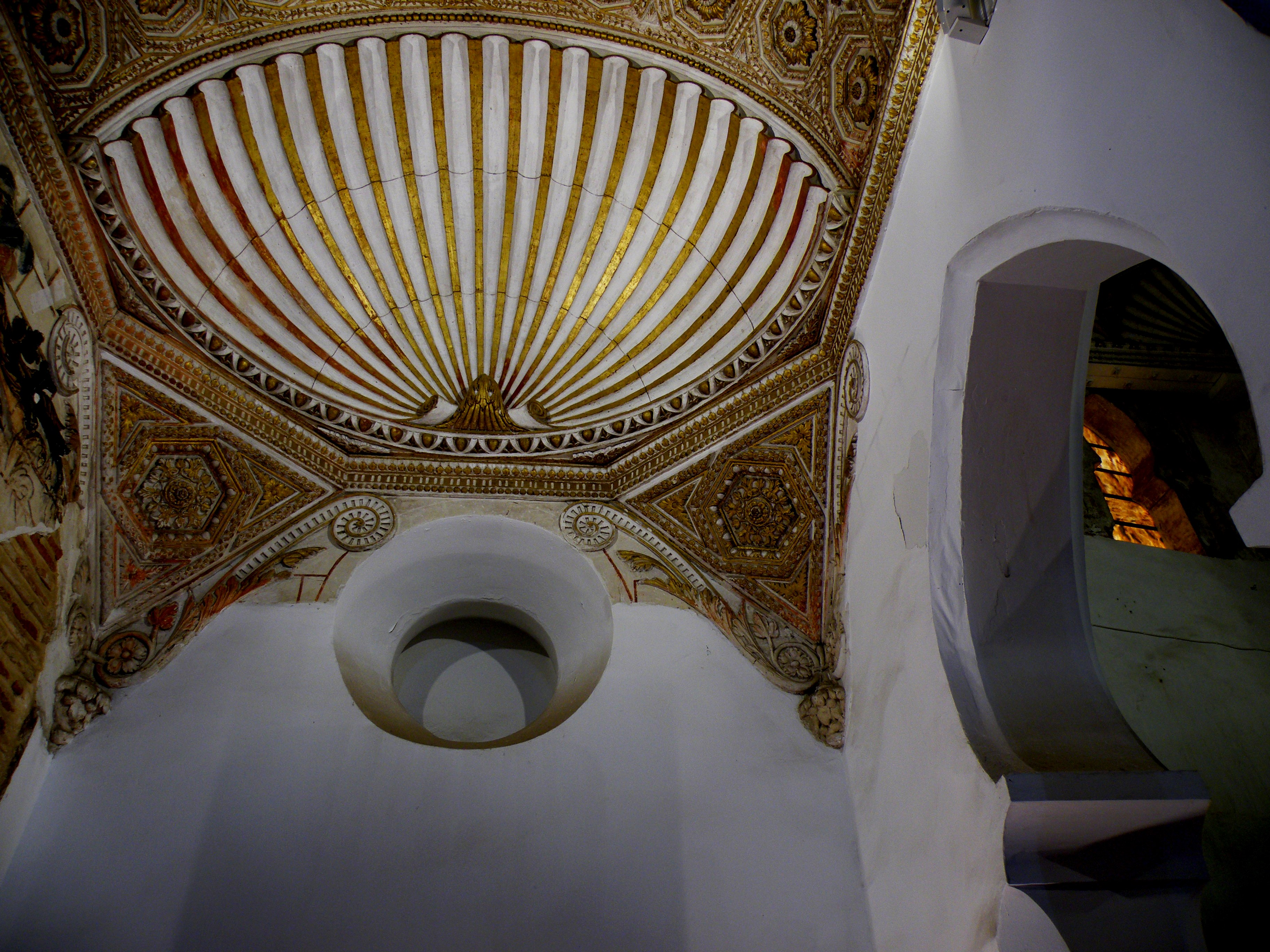
تصميم صدفة اسقلوب كبير
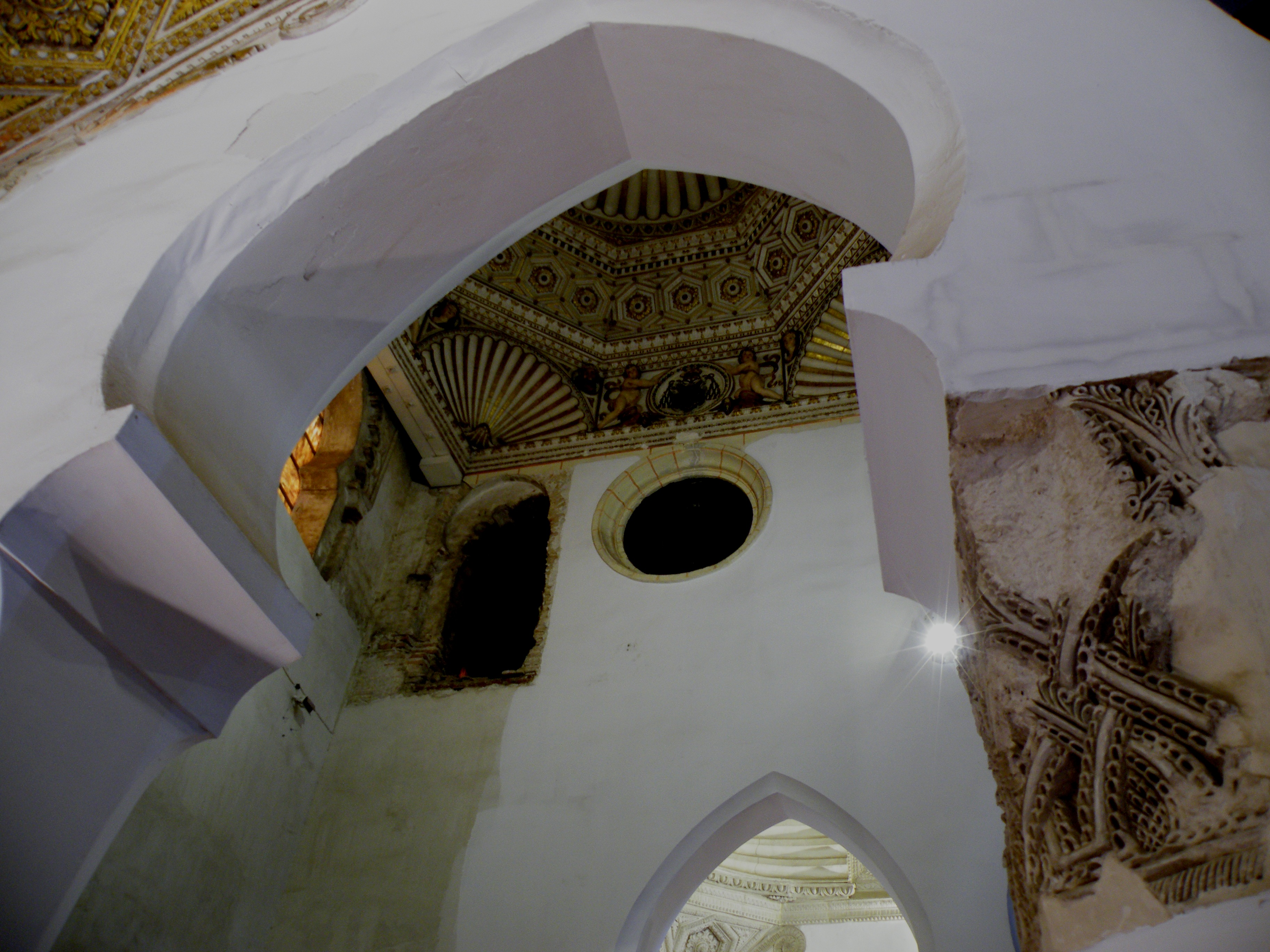
تفاصيل العمارة
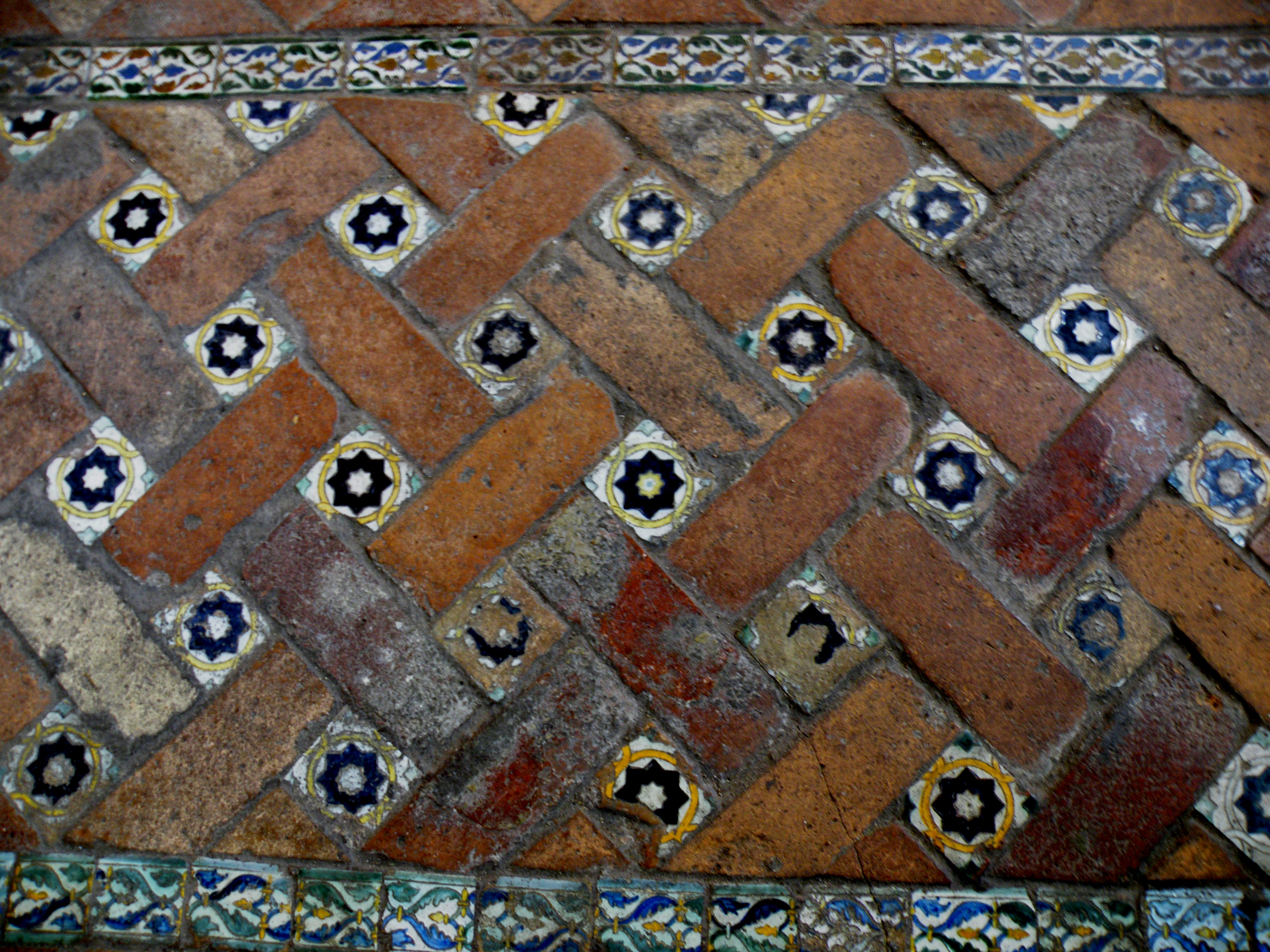
فسيفساء أرضي
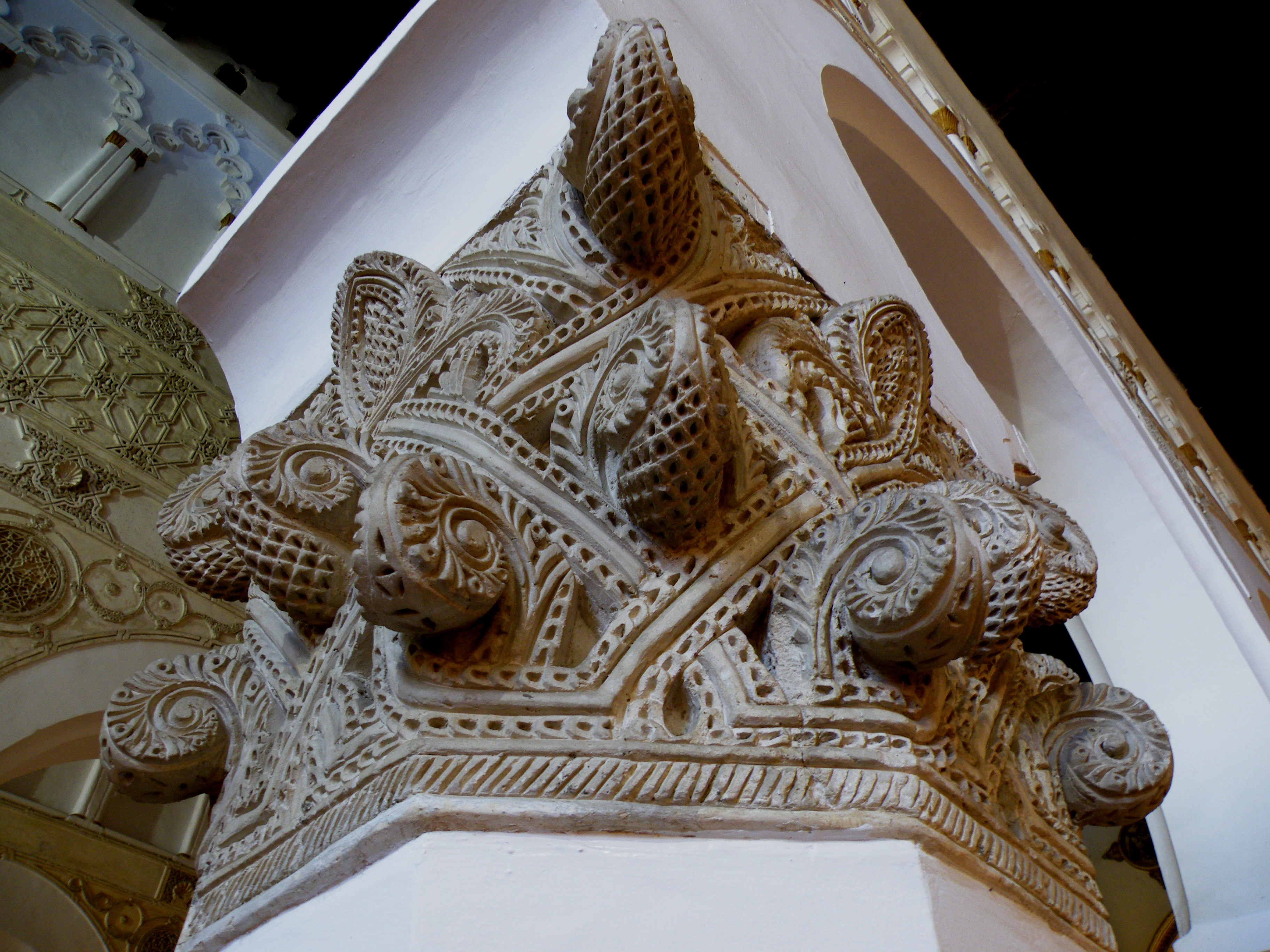
عمدة تزيينية
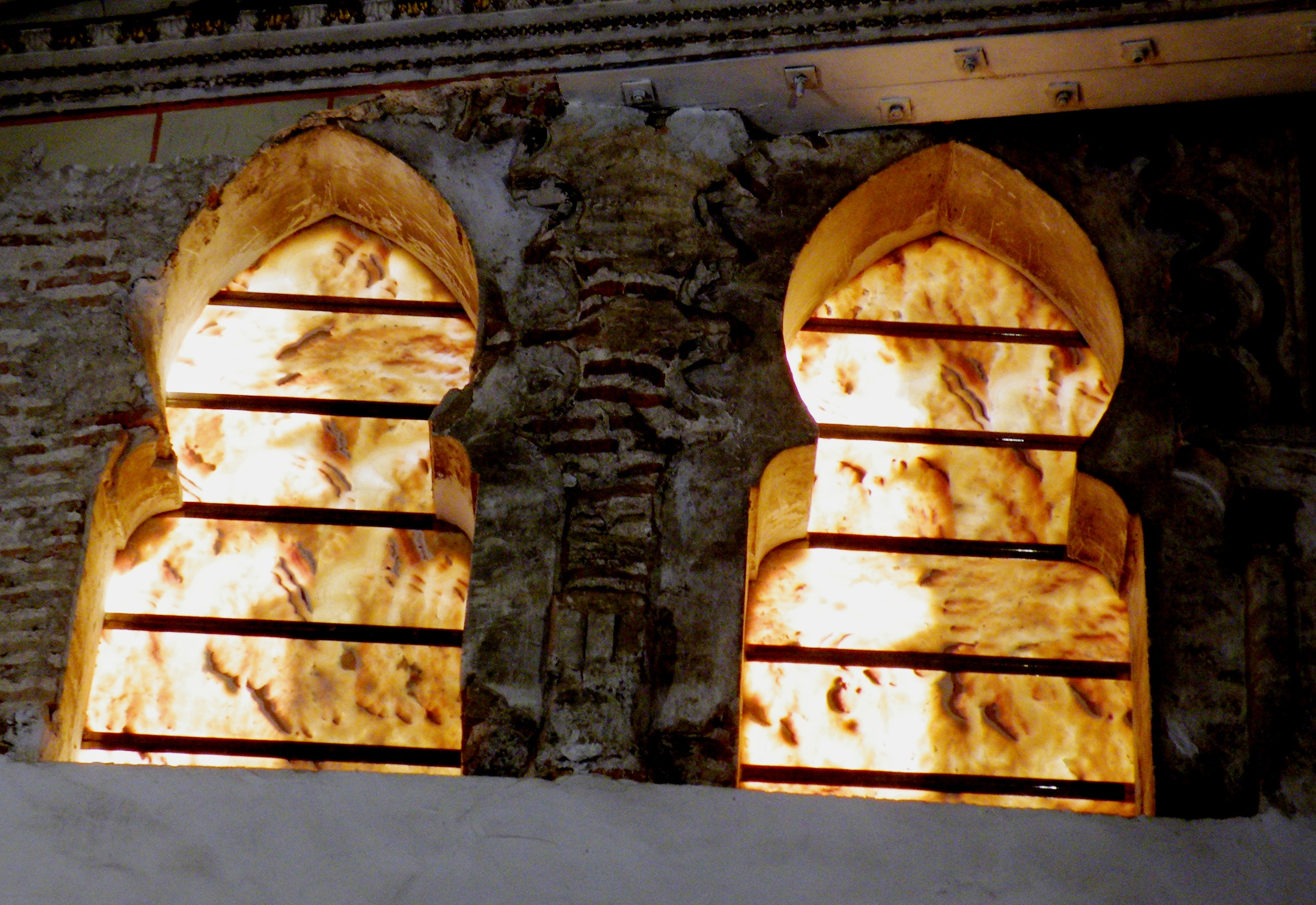
نوافذ